# Pleasantville, New York
Pleasantville är ett municipalsamhälle (village) i kommunen Mount Pleasant i Westchester County i den amerikanska delstaten New York med en yta av 4,7 km² och en folkmängd som uppgår till 7 513 invånare (2020). Pace University har ett campusområde i Pleasantville.

## Personer med anknytning till orten
- John Emory Andrus, politiker
- Matt Ballinger, sångare i popbandet Dream Street
- Dave Berry, humorist och författare
- Estelle Bernadotte, amerikansk-svensk grevinna och filantrop
- Louis Biancaniello, skivproducent
- Nick Catalano, författare
- Benjamin Cheever, författare
- Chips, försvarsmaktshund under andra världskriget
- Anne Hyde Choate, flickscoutledare
- Johnny Craig, serietecknare
- Will Englund, journalist
- Edward Gelsthorpe (1921–2009), marknadschef
- Terry George, irländsk manusförfattare och regissör
- Paul Geroski, ekonom
- Bill Graham (1931–1991), promoter inom rockmusiken
- Dashiell Hammett (1894–1961), författare
- David G. Hartwell (1941–2016), science fiction-kritiker, utgivare och redaktör
- Lillian Hellman (1905–1984), dramatiker
- Otis Hill, professionell basketspelare
- Douglas Kennedy, journalist, del av den så kallade "Kennedyklanen"
- Morgana King, sångerska och skådespelerska
- Boris Koutzen (1901–1966), violinist, kompositör och dirigent
- Brandon Larracuente, skådespelare, känd från bland annat Tretton skäl varför (13 Reasons Why)
- Norman Leyden, musiker, arrangör, kompositör och grundare av Westchester Youth Symphony
- Kyle Lowder, skådespelare
- Gavin MacLeod, skådespelare
- Sean Maher, skådespelare
- Aaron Maine, grundare, låtskrivare och huvudgitarrist i bandet Porches
- Janet Maslin, filmkritiker
- Seabury C. Mastick, advokat och politiker
- Kurt McKinney, skådespelare
- Scott Mebus, författare, kompositör, dramatiker och teaterproducent
- John Nonna, olympisk fäktare, borgmästare och länsfiskal
- Stephen O'Leary, fotbollsspelare
- Scott Perlman, basebollspelare
- George Petitpas, personalhanteringsexpert
- Sidney Poitier, skådespelare
- Steven Clark Rockefeller, professor och filantrop
- Deion Sanders, huvudfotbollstränare
- David Selby, skådespelare, producent och författare
- Will Shortz, pusselskapare och redaktör för tidningen The New York Times
- Henry Stone, ägare av skivbolaget TK Records
- Robert Tagliapietra, modedesigner
- DeWitt Wallace (1889–1981), tidskriftsförläggare, medgrundare av Reader's Digest
- Lila Bell Wallace (1890–1984), tidskriftsförläggare, medgrundare av Reader's Digest
- Mark Ambor, singer-songwriter